# 에런 버와 알렉산더 해밀턴의 결투

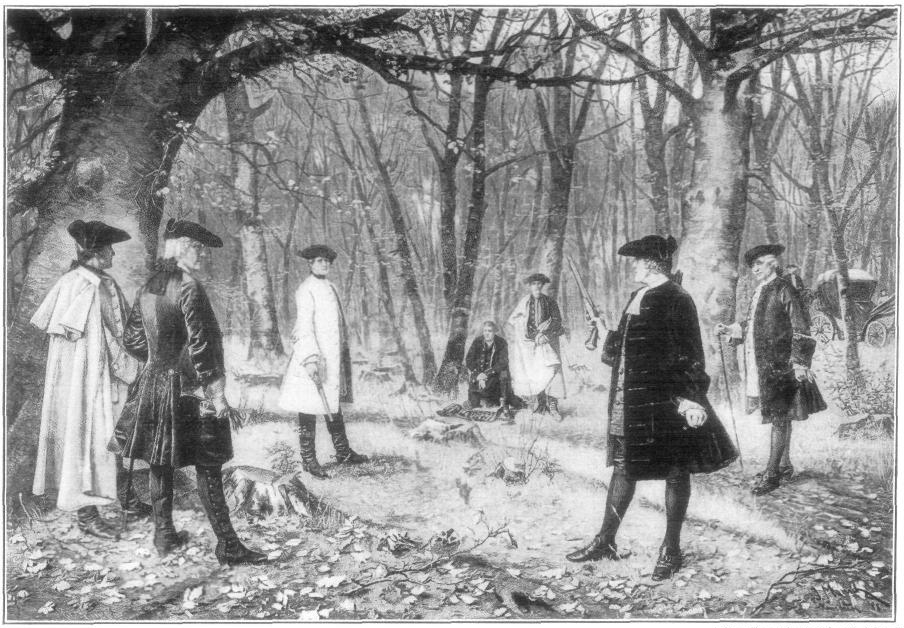
에런 버와 알렉산더 해밀턴의 결투. 이 결투로 알렉산더 해밀턴이 사망했다.

에런 버와 알렉산더 해밀턴의 결투는 1804년 7월 11일에 발생한 미국 역사상 초유의 결투사건으로 서로 정적(政敵)지간인 미국의 두 정치인인 에런 버와 알렉산더 해밀턴 사이에서 벌어진 일대일 대결이다.

## 개요
에런 버와 알렉산더 해밀턴은 원수지간이었다. 이유는 에런 버가 하는 모든 일마다 알렉산더 해밀턴이 사사건건 다 훼방을 놓았기 때문이며 특히 미 합중국 대통령선거에서 알렉산더 해밀턴이 토머스 제퍼슨을 대통령에 당선되도록 했기 때문에 알렉산더 해밀턴 때문에 대통령에서 낙선한 에런 버는 알렉산더 해밀턴에 대한 원한과 증오심이 골수에 맺혔다. 결국 이를 참지 못한 애런 버는 결국 알렉산더 해밀턴에게 결투를 신청했다.
알렉산더 해밀턴은 이전에 자신의 아들이 결투로 목숨을 잃은 적이 있었기 때문에 결투를 반대하는 입장이었으나 막상 자신에게 결투장이 날아오자 이 결투를 회피할 경우 자신의 명예가 훼손됨은 물론이고 에런 버에게 두고 두고 겁쟁이라며 놀림을 당할 것을 우려한 데다가 알렉산더 해밀튼의 입장에서는 애런 버를 제압할 필요성이 절실했기 때문에 결국 결투를 승낙했다.
결국 미국 역사상 부통령과 재무장관이 싸움박질을 벌이는 초유의 사태가 벌어졌다. 이들은 뉴욕 주가 결투를 법으로 금지하는 상황이었기 때문에 결투가 합법인 주에서 결투를 벌이기 위해 허드슨 강을 건너가서 뉴저지 주로 건너갔다. 그 후 두 사람은 뉴저지 주의 위호켄 외곽의 허드슨 강변 바위절벽 아래로 이동한 뒤 그 곳에서 결투를 벌였다.

## 승부
두 사람은 상대방에게 총을 겨누고 동시에 방아쇠를 당겼으나 에런 버의 총에서 총알이 먼저 발사되었다. 알렉산더 해밀턴은 오른쪽 골반에 총알을 맞고 쓰러졌는데 총알이 척추까지 관통했다. 그리고 이 후유증으로 다음날 알렉산더 해밀턴은 사망했다.

## 결과
이 대결은 승자와 패자의 인생을 모두 망쳤다. 패배한 알렉산더 해밀턴은 다음날 사망했으니 말할 나위도 없고 승리한 에런 버 역시 이 사건 때문에 당시 대통령인 토머스 제퍼슨에 의해 차기 선거에서 부통령 후보에서 제명당하고 조지 클린턴이 부통령 후보에 지목되었으며 토머스 제퍼슨은 재선에 성공하였다. 더군다나 토머스 제퍼슨에 의해 에런 버는 정치인으로서 매장당했다.
이 사건이 발생하기 직전까지만 해도 토머스 제퍼슨은 애런 버를 비록 정적(政敵)이긴 하지만 불구대천지원수의 개념이 아닌 선의의 경쟁자, 라이벌로서 인정해줬기 때문에 애런 버를 부통령으로서 존중했지만 이 사건이 발생하자 에런 버에 대한 토머스 제퍼슨의 실망은 극에 달하였고 결국 토머스 제퍼슨은 애런 버가 두번 다시는 정계에 진출하지 못하도록 막았다. 이에 에런 버는 1807년 미국이라는 나라에 크게 앙심을 품고 프랑스로 건너갔으며 당시 유럽의 권력자들 중 한 사람인 나폴레옹 보나파르트에게 접근해서 나폴레옹에게 미국을 공격하도록 설득했으나 애런 버가 개인감정으로 미국에 앙심을 품고 자신을 이용하려는 것을 알았기 때문에 나폴레옹은 애런 버의 요구를 계속 묵살했다. 1812년까지 나폴레옹을 설득하지 못한 버는 결국 미국으로 귀국해서 변호사를 했다.
이 사건으로부터 200년 후 2004년 7월 11일 에런 버와 알렉산더 해밀턴의 후손들은 이 사건이 발생한 장소에 모여 이 사건을 재연한 뒤 서로 화해했다. 재연에는 에런 버의 역할은 애런 버의 사촌의 후손인 안토니오 버가, 알렉산더 해밀턴의 역할은 알렉산더 해밀턴의 5대손인 더글러스 해밀턴이 담당했다. 이들은 실탄이 장전된 권총 대신 공포탄으로 재연했다.